# Music for Supermarkets
Music for Supermarkets (Musique pour Supermarche) este un album din 1983 de muzică electronică instrumentală lansat de Jean Michel Jarre. Este notabil pentru faptul că a fost lansat sub un singur exemplar ce a fost vândut print-o licitație.

## Tracklist
1. "Intro to Side A" (0:51)
2. "Music for Supermarkets 1" (4:01)
3. "Music for Supermarkets 2" (3:41)
4. "Music for Supermarkets 3" (0:56)
5. "Music for Supermarkets 4" (4:34)
6. "Music for Supermarkets" (2:46)
7. "Intro to Side B" (0:18)
8. "Music for Supermarkets 6" (5:53)
9. "Music for Supermarkets 7" (3:59)
10. "Music for Supermarkets 8" (3:51)